# Alejandro Peña Esclusa
Alejandro Peña Esclusa (Washington, 3 luglio 1954) è un politico venezuelano, leader dell'organizzazione Fuerza Solidaria nel 1998 si è candidato alle elezioni presidenziali in Venezuela, raccogliendo un totale di 2.424 voti pari allo 0,04%.
Secondo quanto scritto sul sito del Ministero della Comunicazione boliviano successivamente al suo arresto nel luglio 2010, è inoltre membro del movimento tradizionalista di ispirazione cattolica Tradizione, Famiglia e Proprietà, di cui alcuni appartenenti sono stati accusati del tentativo di organizzare attentati contro Giovanni Paolo II durante il suo viaggio a Caracas il 13 novembre 1984 (l'associazione ha però smentito tale "sacrilego attentato"), e contro Ronald Reagan, presidente degli Stati Uniti d'America. In seguito a ciò il movimento è stata dichiarata fuorilegge in Venezuela, Francia, Spagna e Argentina, paesi dove era maggiormente radicata.
Nel 2002 Peña Esclusa è stato arrestato in quanto accusato di avere avuto contatti con militari coinvolti nel fallito colpo di Stato in Venezuela del 12 aprile 2002, ma è stato subito rilasciato
.
Alle ultime elezioni presidenziali venezuelane, svoltesi nel 2006, si è scagliato contro il capo dell'opposizione Manuel Rosales, per aver dichiarato la propria sconfitta nei confronti del presidente Hugo Chávez. 
Nel 2007 ha condotto in Europa una campagna di sensibilizzazione rivolta principalmente contro il presidente del Venezuela Hugo Chávez e la sua politica. Nell'occasione si è incontrato con esponenti dell'UDC, tra i quali il segretario nazionale Lorenzo Cesa, con il Cardinale Renato Martino e in Spagna con deputati e senatori di vari partiti politici. Soprattutto l'incontro di Roma, avvenuto l'8 marzo 2007 ha suscitato in Italia molto scalpore: anche se Lorenzo Cesa ha dichiarato allo storico e giornalista italiano Gennaro Carotenuto che «nessuno mi aveva avvertito che [Alejandro Peña Esclusa] fosse dichiaratamente antisemita e golpista», il suo incontro e le interviste di Peña Esclusa rilasciate ad Aldo Forbice su Radio Rai nel programma Zapping, sono stati da un certo movimento di opinione giudicati inopportuni.
Il 12 luglio 2010 è stato arrestato a Caracas dalla polizia venezuelana con l'accusa di essere un fiancheggiatore del presunto terrorista Francisco Chávez Abarca, accusato di avere preparato attentati a Cuba. Secondo il controspionaggio venezuelano, al momento dell'arresto Alejandro Peña Esclusa sarebbe stato trovato in possesso di armi ed esplosivi. La moglie e i suoi alleati respingono le accuse affermando che l'esplosivo è stato depositato in casa dagli stessi agenti e considerano Peña Esclusa un prigioniero politico arrestato e detenuto illegalmente.